# 居出場
居出場（いだしば）は、製塩場内に設けられた製塩を乾燥する場所である。

## 概要
煎熬釜から取り出された塩を数日間、ここに堆積し、この間に製塩に含有される苦汁分が滴下されるのである。このことにより塩質の向上が図られた。
製塩場の南側の一画、 2m × 6mないし12m ほどをくぎって、床下を 1m ほど掘り下げる。下は製塩から滴下した母液がたまる場所でわずかに傾けてあり、その 20cm ほど上には根太をわたす。その上に竹簀を敷く。さらにその上に粗砂と細砂を30cmくらい置き、いちばん上にふたたび割竹を編んだ竹簀を敷いて、それを釜屋の床と同じ高さにする。そこを数区画に区分し、三方の周囲の仕切りと天井は板張りにし、ただ手前（前方）のみを堆積する塩の高さに応じて「はめいた」をはめる。1区画には1日分の焚上塩が堆積されるのがふつうであった。釜から取り上げた塩はこの上に置くときは、塩の母液はしぜんに滴下して、砂層をとおって下にたまり、塩は乾燥する。母液が溜まる場所は母液を取り出しやすいように、粘土やセメント、モルタルなどで作られていた。また、ここに石炭殻を詰めて母液を吸収させるなど、さまざまな工夫が凝らされるところもあり、地方、また製塩場によってその構造は一様ではなかった。
のちに遠心分離機などが導入され、撤廃された。